# 恵庭市立図書館
恵庭市立図書館（えにわしりつとしょかん）は、北海道恵庭市恵み野西5丁目に所在する市立図書館。2017年（平成29年）4月1日より指定管理者制度が導入されている（2023年（令和5年）現在は、図書館流通センター（TRC））。

## 概要
恵庭市立図書館の他に、恵庭分館、島松分館がある。
建物に特徴があり、半円形型で鉄筋コンクリート造一部2階建の建物から構成されている。北海道日建設計と渡邊建築設計の共同監理であった。
1993年（平成5年）には北海道赤レンガ建築賞、1994年（平成6年）には日本図書館協会建築賞、1995年（平成7年）には公共建築賞の北海道地区優秀賞 など立て続けに受賞し、建物は評価を得ている。

### 施設
2階の一部が吹抜けになっており、ギャラリーから1階を見渡すことができる。1階はあそびのへやがあり、小さなお子様を連れてきても安心して読書が出来るようになっている。休憩コーナーでは、一部だけ小上がり式になっている。
| 階  | 施設 |
| --- | --- |
| 2階 | 視聴覚室、事務室、テラス、ギャラリー                                                                        |
| 1階 | 閲覧室、カウンター、研究資料室、集会室 会議室、休憩コーナー、あそびのへや、おはなしのへや、くつろぎコーナー |

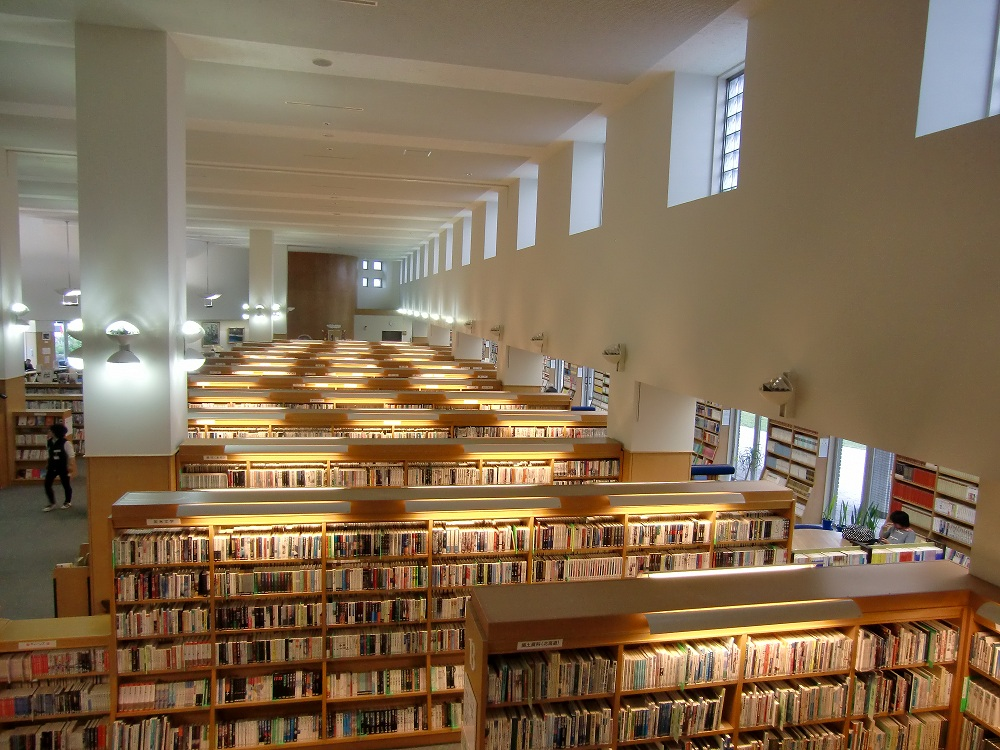
1階閲覧室 2013年6月18日撮影
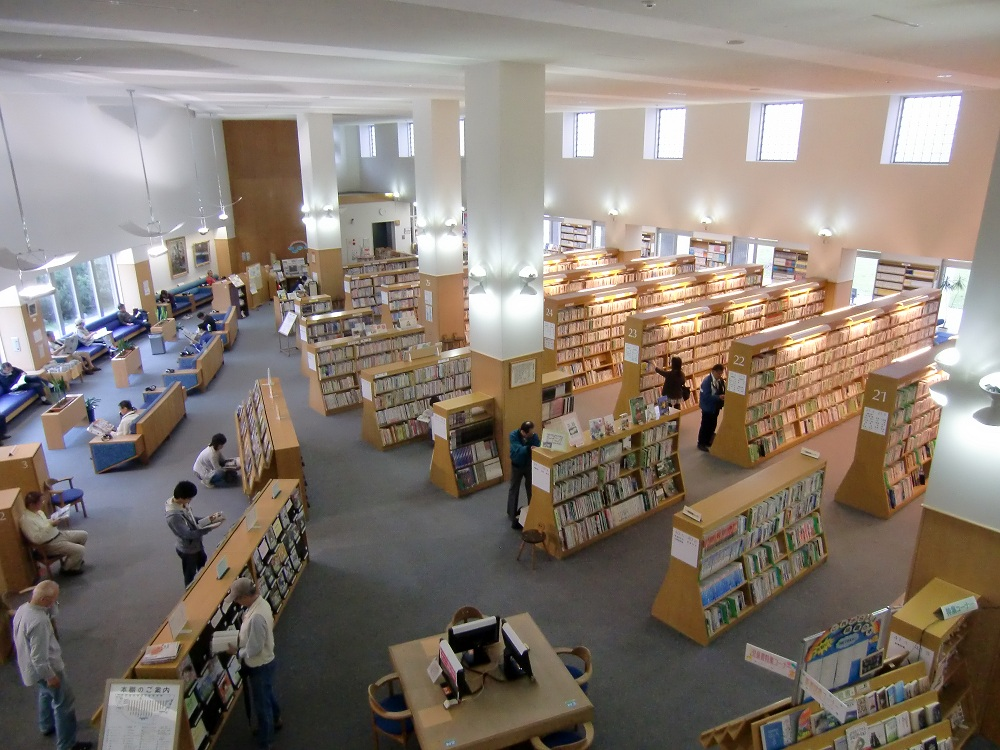
2階ギャラリーから望む 2013年6月18日撮影

## 沿革
1979年（昭和54年）に恵庭市民会館内に図書室が設置される。1989年（平成元年）に図書館建設検討委員会を設け図書館基本構想が策定。翌年の1990年（平成2年）4月に恵庭市教育委員会に図書館建設準備室が設けられ図書館基本計画が策定された。6月には恵庭市民に向け図書館シンポジウムが開催された。シンポジウムには市民からの要望や意見などが寄せられ、それを取り入れ図書館が設計された。そして11月に恵み野センター地区の一角に恵庭市立図書館建設が始まり、1992年（平成4年）7月に完成した。7月30日に本館（恵庭市立図書館）と2つの分館（恵庭・島松）も共に開館した。

### 年表
- 1979年（昭和54年） - 恵庭市民会館内に図書室設置
- 1989年（平成元年）
  - 3月 - 図書館建設検討委員会を設置
  - 8月 - 図書館基本構想が策定
- 1990年（平成2年）
  - 4月 - 恵庭市教育委員会に図書館建設準備室を設置、図書館基本計画が策定
  - 11月 - 図書館建設工事着手
- 1992年（平成4年）7月 - 図書館建設工事完成、恵庭市立図書館開館、恵庭分館開館、島松分館開館
- 2000年（平成12年）12月 - 全国に先駆けブックスタートを試行、2001年（平成13年）4月より正式に実施[15]
- 2002年（平成14年）7月 - 開館10周年、図書館要覧10周年記念誌を発刊
- 2003年（平成15年）8月 - 恵庭市民会館にある恵庭分館を恵庭市交流プラザ（まなび館）に移転開館[16]
- 2004年（平成16年）4月 - 恵庭市内全小学校に全道初の学校司書を配置[15]
- 2006年（平成18年）4月 - 恵庭市内全中学校に全道初の学校司書を配置[15]
- 2008年（平成20年）度 - Library of the Year2008を受賞[17]
- 2011年（平成23年）4月 - 窓口業務を図書館流通センター（TRC）に委託[9]
- 2012年（平成24年）9月 - 黄金ブックステーション運用開始[18]
- 2017年（平成29年）4月 - 指定管理者制度導入、TRCが指定管理者となる[9]

## サービス

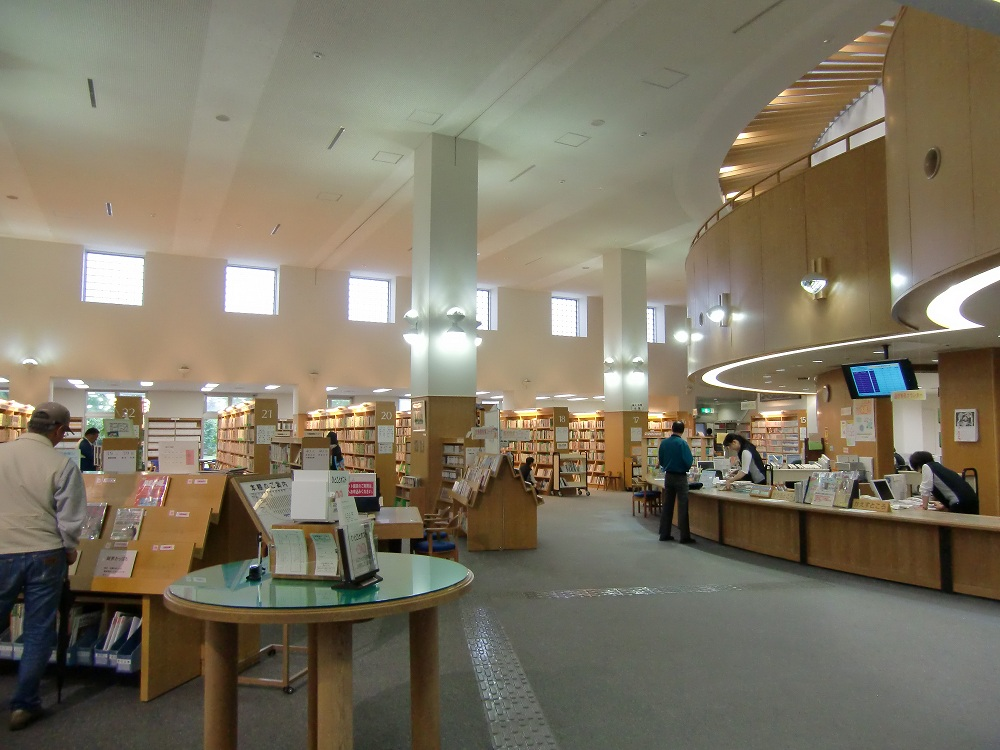
館内カウンター

予め、利用者カードを取得しておく必要がある。カードは本館、分館共通である。
館内の本を借りたいだけ籠に入れ、貸し出し専用のカウンターでカードと本を出す。カードはバーコードでそれを認証する。次に本のバーコードを連続で認証することにより貸し出し可能となる。一人二週間以内で何冊借りても無料である。
返却する場合は返却専用のカウンターに置き、もし閉館していたら入口のブックポストに入れる。返却は本館、分館のどこからでも返却が可能である。
開館時間
- 火曜日・金曜日 10時00分 - 18時00分
- 水曜日・木曜日 10時00分 - 20時00分
- 土曜日・日曜日 10時00分 - 17時00分

休館日
- 月曜日
- 年末年始
- 図書整理日（毎月最終金曜日10時00分 - 13時00分）13時00分から開館。
- 特別整理期間（6月の1週間のみ）

## 立地
JR千歳線の恵み野駅より北東へ徒歩20分の場所に位置している。えにわコミュニティバス循環A・Bコースのバス停留所「図書館」より徒歩1分とアクセスが良い。
周辺には研究施設や商業施設、中学校などがある。近隣には専門学校が所在し、学生の利用も多い。館外には隣接して恵み野中央公園がある。

## 分館

### 恵庭分館

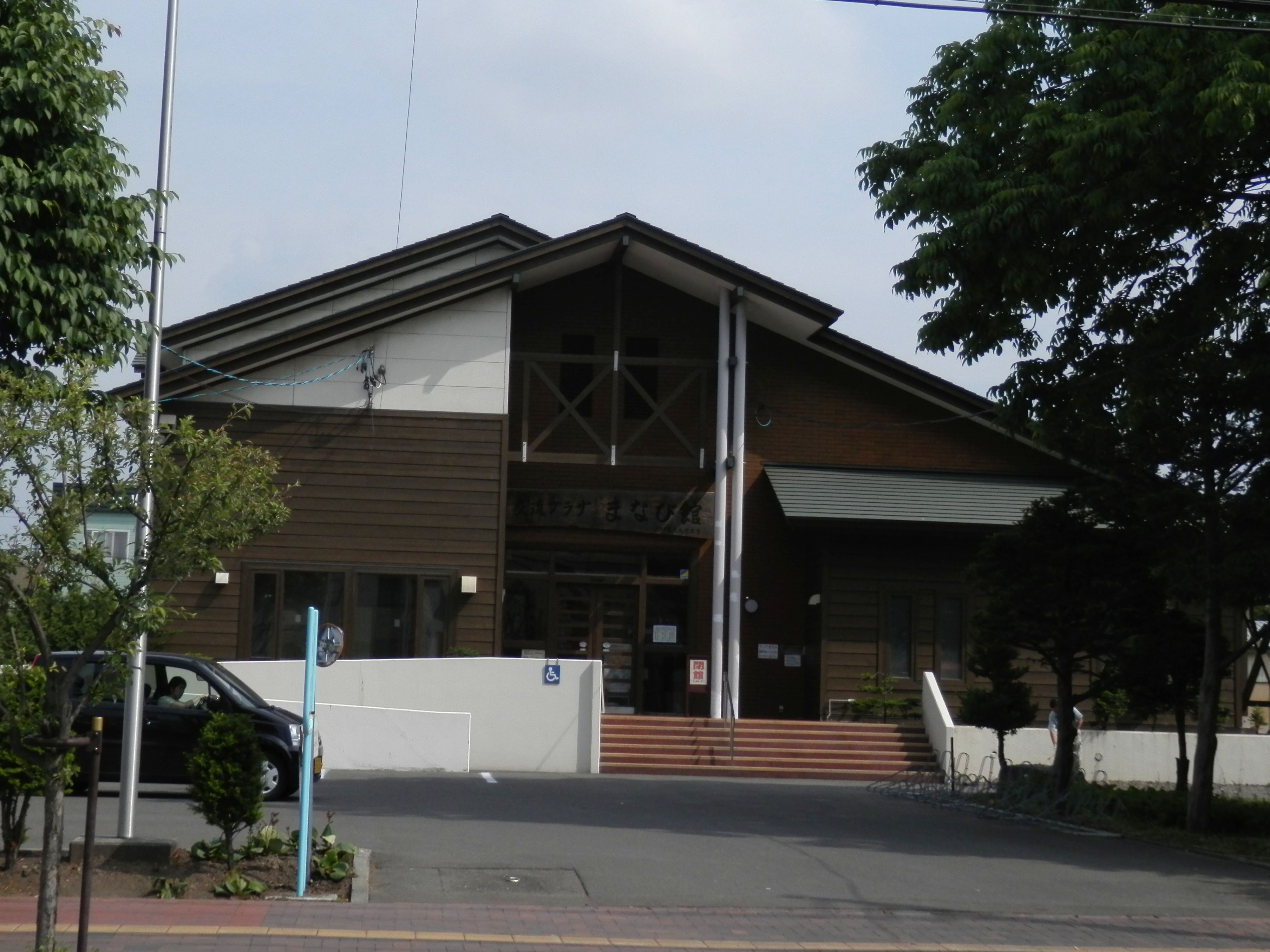
恵庭市交流プラザまなび館 （2013年6月26日撮影）

恵庭分館は、恵庭市緑町2丁目2番2号に所在する恵庭市交流プラザまなび館内にある恵庭市立図書館の分館である。正式名称は恵庭市立図書館恵庭分館。
2001年8月1日に旧石狩森林管理署恵庭事務所が閉鎖。2003年8月7日に事務所を活用し、恵庭市役所にあった恵庭分館を移転し開館。構造は木造二階建てで、1階は図書室と乳児室、2階は集会室と会議室などがある。恵庭事務所をそのまま活用しているため、内部は旧石狩森林管理署恵庭事務所の面影を残している。
施設
- 分館面積 - 281.55㎡
- 図書収容能力 - 35,000冊
- 閲覧室 - 35席

開館時間
- 火曜日 - 日曜日 10時00分 - 17時00分

休館日
- 月曜日・祝日
- 図書整理日（毎月最終金曜日10時00分 - 13時00分）13時00分から開館。
- 特別整理期間（6月の1週間のみ）

立地
JR千歳線の恵庭駅より南西へ徒歩5分の場所に位置する。施設横は緑と語らいの広場があり、8月中旬には恵庭駅前夏まつりが行われている。周辺には恵庭市役所、恵庭市立恵庭小学校がある。

### 島松分館
島松分館は、恵庭市島松仲町1丁目8番1号に所在する分館である。正式名称は恵庭市立図書館島松分館。
1992年7月30日に本館と共に開館。構造は木造平屋建てで、閲覧室（18席）のほか研修室がある。本館と恵庭分館に比べ規模は小さい。
施設
- 敷地面積 - 588㎡
- 建物面積 - 240㎡
- 図書収容能力 - 25,000冊

開館時間
- 火曜日 - 日曜日 10時00分 - 17時00分

休館日
- 月曜日・祝日
- 図書整理日（毎月最終金曜日10時00分 - 13時00分）13時00分から開館。
- 特別整理期間（6月の1週間のみ）

立地
JR千歳線の島松駅より東南へ徒歩4分の場所に位置している。島松駅前通りに面しており、駐在所や病院など公共施設が点在している。

## 主な取り組み
年間を通してさまざまな取り組みを行っており、2015年（平成27年）度は22件185人の視察を受け入れた。
子供たちの読書の幅を広げようとして、館の職員が選定した本5冊を詰めた「本の福袋」というサービスを行っている。
夏休み期間中の1日に「図書館開館24時」と称して24時まで延長開館を行っている。当日は通常利用が可能なほか、「ナゾトキ図書館」、「大人が楽しむ絵本講座」など各種イベントが開催される。
2021年（令和3年）より、恵庭分館限定で利用登録・資料の貸出に静脈認証を導入している。